# Euploea subcongrua
Euploea subcongrua är en fjärilsart som beskrevs av Johannes Karl Max Röber 1897. Euploea subcongrua ingår i släktet Euploea och familjen praktfjärilar. Inga underarter finns listade i Catalogue of Life.